# Vorsprung durch Technik
Vorsprung durch Technik ist der Werbeslogan der Audi AG. Der Slogan wurde im Januar 1971 mit einer dreiteiligen Serie von doppelseitigen Anzeigen der Audi NSU Auto Union AG eingeführt. Seit April 2001 besteht für den Werbeslogan „Vorsprung durch Technik“ ein europäischer Markenschutz als Wortmarke.
Durch die Präsenz in Werbung und Marketing fand dieser Slogan Eingang in die britische, irische und amerikanische Gegenwartskultur, zum Beispiel in dem Song Zooropa von U2 oder im Song Parklife der britischen Band Blur. In der Kraftwerk-Biographie Music non-stop wird der Slogan als Überschrift für einen Aufsatz über die britische Faszination über Krautrock verwendet.
Auch in britischer Hörfunkwerbung für Audi beendet „Vorsprung durch Technik“ jeden Einspieler. Der Slogan wurde aber nicht aus deutschsprachiger Hörfunkwerbung übernommen, sondern mit einem englischsprachigen Sprecher neu aufgenommen. Das Ergebnis ist dann auch mehr ein „Vorsprunk durg Tecknick“.
Der DJ Paul van Dyk verwendete für eins seiner Alben einen abgewandelten Titel: Vorsprung Dyk Technik.
2020 wollte Audi den Slogan ersetzen durch Future is an attitude.